# Charles Koechlin

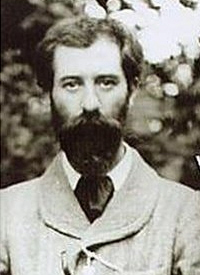
Charles Koechlin

Charles Louis Eugène Koechlin ([ʃaʀl lwi øˈʒɛn keklɛ̃]; * 27. November 1867 in Paris; † 31. Dezember 1950 in Rayol-Canadel-sur-Mer, Département Var) war ein französischer Komponist.

## Leben und Wirken
Charles Koechlin wurde am 27. November 1867 in Paris geboren. Er entstammte dem elsässischen Ast einer weit verzweigten Familie von Erfindern, Ingenieuren, Industriellen und Künstlern, die über Jahrhunderte in Mülhausen ansässig war. Zu seinen Cousins zweiten Grades gehörten der Offizier und Politiker Carl, die Ingenieure Maurice und René, der Industrielle und Rennfahrer Paul sowie der Mineraloge Rudolf Koechlin.
Schon sehr früh kam er mit Musik in Berührung. Das Klavierspiel der älteren Schwester regte seine kindliche Phantasie an. Erste Kompositionsversuche unternahm er als Fünfzehnjähriger, regelmäßige Konzert- und Opernbesuche erschlossen ihm die Musik von Charles Gounod, Hector Berlioz, Camille Saint-Saëns, César Franck, Georges Bizet, Jules Massenet, Richard Wagner oder Frédéric Chopin. Nachhaltigen Eindruck hinterließen eine Aufführung von Bachs h-Moll-Messe und 1884 ein Konzert des russischen Pianisten Anton Rubinstein mit Chopins b-Moll-Sonate.
Koechlin kam erst auf Umwegen zu dem Entschluss, die Musik zu seinem Beruf zu machen. Er sah in seinem Leben „eine Folge glücklicher Fügungen im Missgeschick, oder anders gesagt: ‚die Ereignisse wenden sich letztendlich doch zu meinen Gunsten.‘“ Die entscheidende Weichenstellung seines Lebens rührte aus solchem Missgeschick: Koechlin musste sein Studium an der Pariser École polytechnique, das eine zivile Ingenieurslaufbahn vorsah, wegen einer lebensbedrohenden Tuberkulose im Jahre 1888 unterbrechen. Durch zwei jeweils mehrmonatige Algerienaufenthalte konnte er die Erkrankung auskurieren. Infolge der langen Unterbrechung verschlechterte sich seine Einstufung an der École Polytechnique erheblich; ein Umstand, der ihm den Zivilberuf verwehrt und nur die Wahl zwischen Artillerie- oder Marineoffizierslaufbahn gelassen hätte. Eine Militärkarriere war für Koechlin kaum denkbar, und so beendete er 1889 seine Ausbildung als „Polytechnicien“.
Den Weg zu seiner Entscheidung für die Musik beschreibt Koechlin so: „Nun war ich also frei. Ich besuchte Charles Lefèbvre und zeigte ihm mein Orchesterlied Clair de lune, das ich gerade beendet hatte; er war davon ziemlich beeindruckt und gab mir Privatstunden in Kontrapunkt.“ Im Verlauf des Jahres 1891 schrieb Koechlin sich als Student am Pariser Konservatorium ein. Er belegte Harmonielehre und Kontrapunkt bei Antoine Taudou und bei André Gedalge, 1892 erfolgte die Aufnahme in die Kompositionsklasse von Jules Massenet. Bei Louis-Albert Bourgault-Ducoudray hörte er Vorlesungen, u. a. über Wagner.
1909 gründete er zusammen mit Gabriel Fauré, Maurice Ravel und Florent Schmitt die Societé Indépendante de Musique (S.I.M.).
Nicht nur im Wiener Kreis um Arnold Schönberg, sondern auch bei der Generation der zwischen 1860 und 1880 geborenen französischen Komponisten hatte die Erfahrung der komplexen, nicht mehr aufgelösten Dissonanzen in Wagners Tristan oder im Ring des Nibelungen die Horizonte erweitert: ein Impuls, der vorwärts gewandtes Komponieren um die Jahrhundertwende auf ganz unterschiedlichen Wegen zum Verlassen des abgesicherten Terrains der Tonalität führen sollte. Zur Kompositionsklasse Massenets, die 1896 von Gabriel Fauré übernommen wurde, gehörten neben Koechlin auch Florent Schmitt, Reynaldo Hahn, der noch ganz junge George Enescu und Maurice Ravel. Die damals vorherrschende Aufbruchstimmung beschreibt Koechlin in seinen bereits zitierten Aufzeichnungen:

„Es gab da ganz ungewöhnliche Einblicke, ähnlich einem sich öffnenden Fenster zu der geheimnisvollen Welt der Töne oder den Entdeckungsreisen in einen unerforschten Urwald vergleichbar. Genau so stellte sich für uns die Musik der Zukunft dar. Diese Einsichten, diesen Wunsch nach Übertretung der alten Regeln, diese neuen Klangentdeckungen fanden wir schon bei Franck, Chabrier und bei Fauré, vor allem aber bei einem merkwürdig-mysteriösen Kollegen, den Florent Schmitt und Ernest Le Grand in den Himmel hoben: Claude Debussy. Ich kannte, um genau zu sein, von ihm fast nichts, als ich Schüler von Taudou wurde, nur [das 1890 veröffentlichte Lied] Mandoline. Aber dieses ‚fast nichts‘ war sehr viel; in diesem Lied gibt es zu Beginn ein paar modulierende Akkorde, die mir alle Arten von Modulationsmöglichkeiten erschlossen. Manchmal reicht ein einziger Takt eines genialen Kollegen aus, um uns das Tor zu den verzauberten Gärten zu öffnen, in denen wir dann vielleicht ganz andere Blumen als er selbst pflücken dürfen.“

Koechlins vielfältige Inspirationsquellen reichten von Gedichten der Antike, der Poesie der französischen Gruppe Les Parnassiens über Heinrich Heine bis zu Kiplings Dschungelbüchern, von einer Novelle seines Onkels, des Philosophen Charles Dollfus (Le Docteur Fabricius op. 202) über Romain Rolland (Le Buisson ardent op. 203/171) bis zu den Filmen der 1930er Jahre. In der Periode von 1890 bis 1908 stehen Vokalkompositionen ganz im Vordergrund seiner kompositorischen Arbeit. Sie zeigen das Bedürfnis, sehr entfernte Tonarten gegeneinander zu stellen oder überraschend zu verbinden, eine große Freiheit der Modulation und die Verwendung nicht mehr aufgelöster Vorhalte und Dissonanzen sowie parallel geführter Nonenakkorde. So erschloss sich Koechlin neue Klangwelten, die durch den großen Atem weitgespannter Linien und durch filigrane Harmonik charakterisiert sind. Seine singuläre Orchestrationstechnik verfügt durch Mischung und Kombination der Instrumente über unerschöpfliche Abstufungen und Farben. Ein hinzugefügtes Streicherflageolett stellt die Balance her, ein tiefer Klavierton verleiht dem weichen Ansatz der Kontrabässe die notwendige Kontur. Dieser vielfältigen Mischtechnik aus der Werkstatt des „Klangalchimisten“ Koechlin verdankt sich die prägnante Transparenz seiner Orchesterwerke. Seine Farbpalette reicht vom tiefsten, dennoch klar konturierten Dunkel bis zu fast schmerzhaft-blendender Helligkeit. Beeindruckend sind dabei die Räumlichkeit und die vielfachen Perspektiven des Klangbilds.
Polytonalität (die Gleichzeitigkeit und Schichtung entfernter Akkorde und Tonarten) und Atonalität (die nicht mehr grundtonbezogene Harmonik und Melodik) waren ab 1910 Koechlins bevorzugte Stilmittel. Derartige Tendenzen und Verfahrensweisen lassen sich schon in seinen frühen Orchesterliedern aus den Jahren 1892 bis 1906 beobachten, lange bevor sie um 1915 zum Begriff und Etikett wurden. In einer seiner fruchtbarsten Schaffensperioden entstanden zwischen 1910 und 1921 rund 50 Werke, in erster Linie Klavier- und Kammermusik. Mit dem Klavierzyklus Les Heures persanes op. 65 (1913–1919; Orchesterversion 1921) und dem Quintette pour piano et cordes op. 80 (1908–1921) gehört Koechlin zur Avantgarde der französischen Komponisten jener Zeit. Zunächst bestimmten praktische Notwendigkeiten die weitere Orientierung: Durch private Lehrtätigkeit und intensive musikschriftstellerische Arbeit sicherte Koechlin die eigene materielle Existenz und die seiner Familie. Aus dieser Lehrtätigkeit gingen fundierte Schulwerke hervor, die zwar auch das Handwerk, in erster Linie aber die Musikalität und die Kreativität des Lernenden entwickeln wollen. Unter Koechlins Schülern waren unter anderem Francis Poulenc und Henri Sauguet. 1928 erhielt er einen Lehrauftrag an der University of California in Berkeley, 1929 erhielt er den Hollywood-Bowl-Preis.
In den 1930er Jahren ließ sich Koechlin durch den frühen Tonfilm verzaubern. Allerdings hat er selbst kaum Filmmusik beigesteuert, vielmehr inspirierten ihn Filmerlebnisse zu eigenständigen Kompositionen, beispielsweise zu The Seven Stars’ Symphony op. 132. Ein 1932 in Paris veranstaltetes Festival, bei dem Orchesterwerke Koechlins – unter anderem La Course de printemps op. 95 als Uraufführung – unter der Leitung von Roger Désormière gespielt wurden, brachte ihm zwar große Anerkennung, aber nicht den erhofften Durchbruch. Den Beginn des Zweiten Weltkriegs erlebte der linke Humanist Koechlin als unfassbare Katastrophe: Seine kompositorisch-schöpferische Inspiration kam ab Ende 1939 für über zwei Jahre völlig zum Erliegen. In dieser Zeit widmete er sich der Fertigstellung seines vierbändigen Traité de l’orchestration. Mit der Orchesterkomposition Offrande musicale sur le nom de BACH op. 187 nahm er zu Beginn des Jahres 1942 seine Kompositionsarbeit wieder auf. Die beiden letzten Lebensjahrzehnte brachten insgesamt eine reiche Ernte von Orchesterwerken. 1948 wurde er zum Ehrenmitglied der International Society for Contemporary Music ISCM (Internationale Gesellschaft für Neue Musik) gewählt. 1949 wurde ihm von der Société des Auteurs der Grand Prix de la Musique française verliehen.
Er war ein humanistischer Geist, der es während eines langen Lebens immer verstand, seine Unabhängigkeit und Freiheit zu bewahren. Am 31. Dezember 1950 starb Charles Koechlin in seinem am Mittelmeer gelegenen Haus in Le Canadel im französischen Département Var.

## Werke
Koechlins umfangreiches Schaffen umfasst Lieder mit Klavier oder Orchester, Klavierwerke, Kammermusik und Orchesterwerke. Als Musiktheoretiker und Verfasser von Lehrbüchern über Harmonie, Kontrapunkt und Orchestration wurde er hochgeschätzt. Seine Orchestrationskunst (teils unter Verwendung von Ondes Martenot) besticht durch ihre Klarheit und räumliche Tiefe; Koechlin ist ein „Meister des kleinsten Übergangs“ im Bereich der Orchesterfarben.
Der Kompositionsstil Koechlins entzieht sich einer einfachen Kategorisierung. Er wechselt zwischen impressionistischen und expressionistischen Merkmalen und greift auf alte Techniken (wie Kirchentonarten) ebenso zurück wie auf moderne Mittel, etwa Polytonalität oder Atonalität.
Auffällig in seinem 225 Opuszahlen umfassenden Werk sind häufige außermusikalische Bezüge. Oft liegen auch den rein instrumentalen Werken literarische Vorlagen zugrunde, so entstanden über einen Zeitraum von fast 40 Jahren mehrere sinfonische Dichtungen nach dem Dschungelbuch von Rudyard Kipling:
- Trois poèmes op. 18
- La course de printemps (Der Frühlingslauf) op. 95
- La méditation de Purun Bhagat op. 159
- La loi de la jungle (deutsch: Das Gesetz des Dschungels) op. 175
- Les Bandar-log op. 176

In der 1933 komponierten 7-sätzigen Seven Stars Symphony op. 132 setzte er sieben Filmstars ein klingendes Denkmal (Douglas Fairbanks, Lilian Harvey, Greta Garbo, Clara Bow, Marlene Dietrich, Emil Jannings und Charlie Chaplin).

## Rezeption
Koechlins Kompositionen stoßen seit dem Jahr 2001 auf ein zunehmendes Interesse der musikalischen Öffentlichkeit, dies nicht zuletzt durch die – in Kooperation von SWR und dessen Radio-Sinfonieorchester Stuttgart mit dem Dirigenten Heinz Holliger sowie mit Hänssler Classic und dem Archiv Charles Koechlin (Kassel) – produzierte Reihe von CD-Veröffentlichungen.

## Werkverzeichnis (unvollständig)

### Orchesterwerke
- Le Livre de la Jungle: Trois Poèmes, op. 18 (1899–1901; instr. 1903/1904)
- Au loin (Aus der Ferne), sinfon. Satz op. 20 (1896/1900)
- L’Automne, op. 30 (1896–1906)
- 2 Poèmes symphoniques, op. 43 (1898–1909, orch. 1916)
- Études antiques, op. 46 (1908–1910, orch. 1913)
- 2 Poèmes symphoniques, op. 47 (1910–1912)
- L’Été. op. 48 (1910–1912)
- Sinfonie Nr. 1 op. 57 (1916)
- Les Heures persanes, op. 65 (1913–1919, orch. 1921)
- Livre de la Jungle: La course de printemps, op. 95 (1925–1927)
- Vers la voûte etoilée (Zu den Sternen) op. 129
- Sur les flots lointains, op. 130 (2. Fassung: für Orchester und Streichorchester; 1933)
- Seven Stars Symphony, op. 132 (1933)
- L’Andalouse dans Barcelone. Petite fantaisie espagnole, op. 134 (1933)
- Livre de la Jungle: La méditation de Purun Bhagat, op. 159 (1936)
- Le Buisson ardent, Teil 2 op. 171 (1938)
- Livre de la Jungle: La loi de la Jungle, op. 175
- Livre de la Jungle: Les Bandar-log, op. 176
- Offrande musicale sur le nom de B-A-C-H, op. 187
- Sinfonie Nr. 2 op. 196 (1943)
- Le Docteur Fabricius, op. 202 (1941–44)
- Le Buisson ardent, Teil 1 op. 203 (1945)
- 4 Interludes. op. 214 (1947), Instrumentierung 1986 durch Otfrid Nies (* 1937) nach Koechlins Particellfassung.[1]

### Soloinstrument und Orchester
- 3 Chorals f. Orgel u. Orch. op. 49 (1920/21)
- Ballade f. Klavier und Orchester op. 50 (1913)
- Silhouettes de comédie, f. Fagott u. Orch. op. 193

### Blasorchester
- 20 sonneries pour trompes de chasse (Folge 1) op. 123 (1932)
- 20 sonneries pour trompes de chasse (Folge 2) op. 142 (1935)
- Quelques chorals pour des fêtes populaires

### Kammermusik
- Quartett No.1 op. 51 (1902/1914)
- Quartett No.2 op. 57 (1909/1921)
- Sonate f. Flöte und Klavier op. 52 (1913)
- Sonate f. Viola und Klavier op. 53 (1915)
- Suite en quatuor, f. Flöte, Violine, Viola und Klavier op. 55
- Sonate f. Oboe und Klavier op. 58 (1911/1916)
- Sonate für Violine und Klavier op. 64
- Sonate f. Horn und Klavier op. 70 (1918/1925)
- Sonate f. 2 Flöten op. 75 (1920)
- Klavierquintett op. 80 (1921)
- Divertissement, f. 3 Flöten op. 90
- Trio f. 2 Flöten und Klarinette op. 91
- Trio f. Flöte, Klarinette und Fagott op. 92
- 20 Sonneries op. 123 f. Horn solo
- 4 Stücke f. Flöte und Klavier (L’Album de Lilian, 2. Folge), op. 149 (1935)
- Sonneries, op. 153b f. Horn solo
- Sonatine f. Flöte und Klarinette op. 155
- Quintett „Primavera“ (Flöte, Harfe, Streicher) op. 156
- 14 Stücke für Flöte und Klavier op. 157b (1936)
- Épitaphe de Jean Harlow (Flöte, Klavier, Saxophon) op. 164
- 14 Stücke f. Oboe (Englischhorn) und Klavier op. 179
- 15 Stücke f. Horn und Klavier op. 180 (1942)
- 3 Sonatinen f. Flöte solo op. 184 (1942)
- Suite f. Englischhorn solo op. 185
- Duos f. 2 Saxophone op. 186
- 2 Sonatinen f. Oboe d’amore, Flöte, Klarinette, Harfe u. Streichsextett op. 194
- Les Chants de Nectaire, op. 198 f. Flöte solo
- Bläsertrio op. 206
- 12 monodies pour instruments à vent, op. 213 (1947)
- Monodien f. Englischhorn od. Oboe d’amore op. 216
- Morceau de lecture, f. Flöte und Klavier op. 218 (1948)
- Sonate à 7 (Oboe, Flöte, Harfe und Streichquartett) op. 221
- Stèle Funéraire, f. Flöte (Picc., Fl., Altfl.)
- Sonatine modale, f. Flöte und Klarinette
- Morceau de lecture, f. Horn solo
- Sonneries, o.op. f. Horn solo

### Klavierwerke
- Suite f. 2 Klaviere op. 6 (1896)
- Suite f. Klavier 4-händig op. 19 (1900)
- Nocturne chromatique, op. 33
- 24 Esquisses, op. 41 (1905–1915)
- 12 Esquisses, op. 47
- 5 Sonatinen op. 59
- 4 Sonatines françaises, für Klavier 4-händig op. 60 (1919)
- 64 Exercises à deux parties, op. 61a (1919/1920)
- L´École du jeu lié, op. 61b (1919/1920)
- 10 Petits pièces faciles, op. 61c (1919/1920)
- 12 Petits pièces faciles, op. 61d (1919/1920)
- Paysages et marines, 12 Stücke op. 63 (auch in Orchesterfassung; 1917/1950)
- Les Heures persanes, 16 Stücke op. 65 (1913–1919)
- 12 Pastorales, op. 77 (1920)
- 4 Nouvelles Sonatines, op. 87 (1923/1924)
- L’Ancienne Maison de campagne, 12 Stücke op. 124 (1932/1933)
- Le Portrait de Daisy (Hamilton) f. Klavier 4-händig op. 140 (1934)
- La Belle Traversée, 3 Stücke op. 162 (1937)
- Danses pour Ginger, f. Klavier 4-händig op. 163
- Les Chants de Kervélean, 6 Stücke op. 197 (1943)
- 12 Petits pièces faciles, op. 208 (1946)
- 15 Préludes, op. 209 (1946)

### Orgelwerke
- Choral f-moll op. 90b
- 3 Sonatinen op. 107
- 10 Thèmes pour improvisations, op. 192 (1943)
- Adagio op. 201 (1944)
- Adagio op. 211 (1947)

### Gesang
- Lieder op. 1 (Rondels von Th. de Banville)
- Lieder op. 5 (1894)
- Lieder op. 7 (1895)
- Lieder op. 8 (Rondels von Th. de Banville)
- Lieder op. 13 (1894)
- Lieder op. 22 (1901)
- Lieder op. 31 (Samain)
- Lieder op. 35
- Lieder op. 68
- L’Album de Lilian (1. Folge) f. Flöte, Klavier und Gesang op. 139 (1934)
- Lieder op. 151 (7 Chansons pour Gladys)

### Chor
- La Fin de l’homme, op. 11 (1895)
- La Lampe du ciel, op. 12 (1896)
- L’Abbaye, Suite religieuse, 1re partie, f. Frauenstimmen, gemischten Chor, Soli, Orchester und Orgel op. 16
- L’Abbaye, suite religieuse, 2e partie,, Chor, Soli, Orchester und Orgel op. 42
- Quelques Chœurs religieux de style modal, für gemischten Chor a cappella op. 150
- Requiem pour les pauvres bougres, für Chor, Orchester, Klavier, Ondes Martenot und Orgel op. 161
- 15 Motets de style archaïque, op. 225